# العلاقات الجزائرية السنغالية
العلاقات الجزائرية السنغالية هي العلاقات الثنائية التي تجمع بين الجزائر والسنغال.

## مقارنة بين البلدين
هذه مقارنة عامة ومرجعية للدولتين:
| وجه المقارنة                                              | الجزائر                      | السنغال                                              |
| --------------------------------------------------------- | ---------------------------- | ---------------------------------------------------- |
| المساحة (كم2)                                             | 2.38 مليون                   | 196.72 ألف                                           |
| عدد السكان (نسمة)                                         | 38.81 مليون                  | 15.85 مليون                                          |
| الكثافة السكانية (ن./كم²)                                 | 16.31                        | 80.57                                                |
| العاصمة                                                   | الجزائر                      | داكار                                                |
| اللغة الرسمية                                             | اللغة العربية، لغات أمازيغية | لغة فرنسية، اللغة الولوفية، باديارا ‏، اللغة البلنتية |
| العملة                                                    | دينار جزائري                 | فرنك غرب أفريقي                                      |
| الناتج المحلي الإجمالي (بليون دولار)                      | 170.37 مليار                 | 16.37 مليار                                          |
| الناتج المحلي الإجمالي (تعادل القوة الشرائية) بليون دولار | 582.63 مليار                 | 36.62 مليار                                          |
| الناتج المحلي الإجمالي الاسمي للفرد دولار أمريكي          | 4.21 ألف                     | 899                                                  |
| الناتج المحلي الإجمالي للفرد دولار أمريكي                 | 14.19 ألف                    | 2.33 ألف                                             |
| مؤشر التنمية البشرية                                      | 0.745                        | 0.466                                                |
| رمز المكالمات الدولي                                      | +213                         | +221                                                 |
| رمز الإنترنت                                              | .dz                          | .sn                                                  |
| المنطقة الزمنية                                           | ت ع م+01:00                  | 00                                                   |

## مدن متوأمة
في ما يلي قائمة باتفاقيات التوأمة بين مدن جزائرية وسنغالية:
- ترتبط الجزائر مع داكار باتفاقية توأمة منذ 1998.

## منظمات دولية مشتركة
يشترك البلدان في عضوية مجموعة من المنظمات الدولية، منها:
| علم المنظمة | اسم المنظمة                               | تاريخ انضمام الجزائر | تاريخ انضمام السنغال |
| ----------- | ----------------------------------------- | -------------------- | -------------------- |
|             | وكالة ضمان الاستثمار متعدد الأطراف        | 4 يونيو 1996         | 12 أبريل 1988        |
|             | الأمم المتحدة                             | 8 أكتوبر 1962        | 28 سبتمبر 1960       |
|             | الفريق المعني برصد الأرض                  | 2005                 | ?                    |
|             | منظمة التعاون الإسلامي                    | ?                    | ?                    |
|             | منظمة حظر الأسلحة الكيميائية              | ?                    | ?                    |
|             | منظمة التجارة العالمية                    | ?                    | ?                    |
|             | منظمة الشرطة الجنائية الدولية             | ?                    | ?                    |
|             | الاتحاد الأفريقي                          | 25 مايو 1963         | ?                    |
|             | البنك الإفريقي للتنمية                    | ?                    | ?                    |
|             | مؤسسة التنمية الدولية                     | 26 سبتمبر 1963       | 31 أغسطس 1962        |
|             | يونسكو                                    | 15 أكتوبر 1962       | 10 نوفمبر 1960       |
|             | الاتحاد البريدي العالمي                   | ?                    | ?                    |
|             | البنك الدولي للإنشاء والتعمير             | 26 سبتمبر 1963       | 31 أغسطس 1962        |
|             | الاتحاد الدولي للاتصالات                  | 3 مايو 1963          | 15 نوفمبر 1960       |
|             | مؤسسة التمويل الدولية                     | 23 سبتمبر 1990       | 31 أغسطس 1962        |
|             | المركز الدولي لتسوية المنازعات الاستشارية | 22 مارس 1996         | 21 مايو 1967         |

## وصلات خارجية
- موقع وزارة الخارجية الجزائرية
- موقع وزارة الخارجية السنغالية